# Amerikanische Wildpflaume
Die Amerikanische Wildpflaume (Prunus americana), auch Prärie-Pflaume genannt. Die mirabellenähnlichen Früchte sind wohlschmeckend. Englisch wird sie als American Plum oder Wild Plum bezeichnet, die Lakota nannten sie kánta (shashá) was etwa „(Rote) Pflaume“ bedeutet.

## Beschreibung
Die Amerikanische Wildpflaume ist ein kleiner Baum oder Strauch, der zur Verzwergung und Dickichtbildung neigt, oft einen stark verdrehten Stamm besitzt und vielfach verzweigt ist. In der Prärie neigt er dazu, überhaupt nur dünne Stangen hervorzubringen, die sich sperrig verzweigen. Kurze Zweige verkümmern oft zu kräftigen Dornen, ähnlich wie bei den Schlehen.
Die eiförmigen, nur leicht ledrigen Laubblätter sind gegenständig, frisch hellgrün und etwas durchscheinend und 8 bis 9 Zentimeter lang, fein doppelt gesägt und am Ende zugespitzt.
Die Blütezeit reicht von April bis Mai, wobei die Blüten, ähnlich wie bei europäischen Mirabellen-Arten, schon vor den Laubblättern austreiben. Zahlreiche süßlich duftende, weiße Blüten stehen dann in dekorativen Blütenständen an den Zweigen, besonders häufig an den zweijährigen Zweigen. Bei späten Wintereinbrüchen frieren die Blüten gelegentlich ab. Die fünfzähligen Einzelblüten haben einen Durchmesser von etwa 2 Zentimeter. Die Blütenkronblätter sind rundlich und zart.
Die Früchte sind orangegelb und werden bei starker Sonnenexposition hellrot, überreif sogar purpurn. Das Fruchtfleisch ist gelb und saftig, die Schale leicht wachsig-bereift. Je Frucht wird ein großer Steinkern gebildet. Die Fruchtreife fällt in den Spätsommer von August bis Anfang September. In Dürrejahren kann die Prärie-Pflaume mit dem Fruchten aussetzen, so dass in extrem trockenen Spätsommern die gesamte Ernte entfällt.
Die Chromosomenzahl beträgt 2n = 16.

## Ökologie
Die Früchte werden von zahlreichen Tieren gefressen, unter anderem von Präriehühnern. Das Dickicht der Pflaumenbüsche bietet Kleinvögeln gute Brutgelegenheiten sowie in der ansonsten oft deckungslosen Prärie zahlreichen Tieren Zuflucht, so etwa Weißwedelhirschen, wilden Truthühnern und Schlangen.

## Vorkommen
Das natürliche Vorkommen dieser Art erstreckt sich über das östliche und mittlere Nordamerika, von der Ostküste bis über das gesamte Great-Plains-Gebiet.
Im mittleren Westen bildet es neben der Virginischen Traubenkirsche und verschiedenen Prärie-Pappeln oft das einzige Gehölz. Im trockenen Grasland der Prärie bildet diese Pflaumenart oft inselartige Gruppen in Talmulden, auch ist sie feuchtigkeitsliebend und daher häufig an Flussläufen zu finden. Doch auch an trockenen Hügelhängen sowie auf Hochebenen weiter im Westen ist die Amerikanische Wildpflaume vereinzelt anzutreffen. Sie fehlt jedoch im Rocky-Mountains-Gebiet sowie an der Westküste. Die nördliche Verbreitungsgrenze ist bei Manitoba, südlich findet man sie bis Florida und Texas, im Westen bis nach Colorado und Montana. Sie bevorzugt leichte, sandige Böden.

## Verwendung
Die Prärie-Mirabelle wird von den Plains-Stämmen frisch gegessen und zu Kompott und Marmelade verarbeitet. Bei den Lakota wurden die so verarbeiteten Pflaumen als kánta wójapi (Pflaumen-Pudding) bezeichnet. Früher wurden Pflaumen auch als Wintervorrat getrocknet, oftmals zuvor entsteint.
Die Amerikanische Pflaume hat als Nahrung spendendes Wildobst eine gewisse Bedeutung für Zeremonien, wenn auch in geringerem Umfang als die Virginia-Kirsche. Jedoch spielen die Kerne der Prärie-Pflaume eine kuriose kulturelle Rolle: Die Pflaumensteine (kansú) wurden nämlich früher als Spielsteine für Kinderspiele verwendet, weshalb selbst heute noch im Lakota Spiel-Karten, Casino-Chips, Wertmarken, Eintrittskarten aber auch Führerscheine und Diplome metonymisch als kansú bezeichnet werden.
Wegen der Qualität der Früchte wird diese Pflaumenart inzwischen auch für den Gartenbau angeboten.